# Slave to the Rhythm (utwór muzyczny Grace Jones)
„Slave to the Rhythm” – singel jamajskiej piosenkarki Grace Jones wydany w 1985 roku przez Manhattan Island Records i Island Records.
Piosenkę napisali Bruce Woolley, Simon Darlow, Stephen Lipson i Trevor Horn, a wyprodukował ją Horn. Utwór został pierwotnie napisany dla zespołu Frankie Goes to Hollywood, jednak ostatecznie otrzymała go Jones. Został on wydany jako pierwszy singel z albumu pod tym samym tytułem, choć popularna wersja singlowa, użyta także w teledysku, na albumie nosi tytuł „Ladies and Gentlemen: Miss Grace Jones”. Wideoklip składa się głównie z fragmentów reklamy samochodu Citroën CX oraz innych teledysków, występów i zdjęć Jones. Był on nominowany do MTV Video Music Award w kategorii „najlepszy teledysk żeński”. Utwór spotkał się z sukcesem na listach przebojów i jest jednym z największych hitów w dorobku Grace Jones.

## Lista ścieżek
- Singel 7"

A. „Slave to the Rhythm” – 4:20
B. „G.I. Blues” – 3:36
- Singel 12"

A. „Slave to the Rhythm” (Blooded) – 8:26
B1. „Junk Yard” – 5:17
B2. „Annihilated Rhythm” – 3:37

## Notowania
| Kraj                              | Najwyższa pozycja |
| --------------------------------- | ----------------- |
| Australia                         | 20                |
| Austria (Ö3 Austria Top 40)       | 7                 |
| Belgia (Ultratop Flandria)        | 4                 |
| Hiszpania                         | 14                |
| Holandia (MegaCharts)             | 4                 |
| Niemcy                            | 4                 |
| Nowa Zelandia                     | 5                 |
| Szwajcaria                        | 5                 |
| Szwecja (Sverigetopplistan)       | 20                |
| Wielka Brytania (UK Albums Chart) | 12                |